# 2,5-ジオキソピペラジンヒドロラーゼ
2,5-ジオキソピペラジンヒドロラーゼ(2,5-dioxopiperazine hydrolase、EC 3.5.2.13)は、以下の化学反応を触媒する酵素である。
2,5-ジオキソピペラジン + 水{\displaystyle \rightleftharpoons }グリシルグリシン
従って、この酵素の2つの基質は2,5-ジオキソピペラジンと水、1つの生成物はグリシルグリシンである。
この酵素は加水分解酵素、特にペプチド結合以外のC-O結合、中でも環状アミドに作用するものに分類される。系統名は、2,5-ジオキソピペラジン アミドヒドロラーゼである。cyclo(Gly-Gly) hydrolase、cyclo(glycylglycine) hydrolase等とも呼ばれる。